# スティーヴン・ネイスミス
スティーヴン・ジョン・ネイスミス（Steven John Naismith, 1986年9月14日 - ）は、スコットランド・アーバイン出身の元同国代表サッカー選手、現サッカー指導者。現役時代のポジションはFW。

## 経歴
2003年からキルマーノックFCでプロキャリアをスタートさせ、2007年8月、レンジャーズFCに移籍した。

### エヴァートンFC
2012年7月、プレミアリーグ・エヴァートンFCに移籍。2015年9月12日に行われたチェルシーFCとの試合では途中出場にも関わらず1点目はヘディング、2点目は左足、3点目は右足でゴールを決め、3-1の勝利に貢献した。

### ノリッジ・シティFC
2016年1月19日、3年半の契約でノリッジ・シティFCへの移籍が決定。背番号は7番となった。
2018年1月18日、母国スコットランドのハート・オブ・ミドロシアンFCへシーズン終了までのレンタルで移籍した

### ハート・オブ・ミドロシアンFC
2019年8月1日、ハート・オブ・ミドロシアンFCに4年契約で完全移籍。
2020-21シーズン終了後、現役引退を表明した。

## 代表歴
2010年10月12日のEURO2012予選、スペイン戦で代表初得点を挙げた。

## 所属クラブ
- キルマーノックFC 2003-2007
- レンジャーズFC 2007-2012
- エヴァートンFC 2012-2016.1
- ノリッジ・シティFC 2016.1-2019
  -  ハート・オブ・ミドロシアンFC 2018.1-2019 (loan)
- ハート・オブ・ミドロシアンFC 2019-2021

## タイトル
クラブ
レンジャーズFC
- スコティッシュ・プレミアリーグ 2010, 2011
- スコティッシュカップ 2009
- スコティッシュリーグカップ 2010, 2011

ハート・オブ・ミドロシアンFC
- スコティッシュ・チャンピオンシップ 2020-21